# St. Burkard (Mettmenstetten)

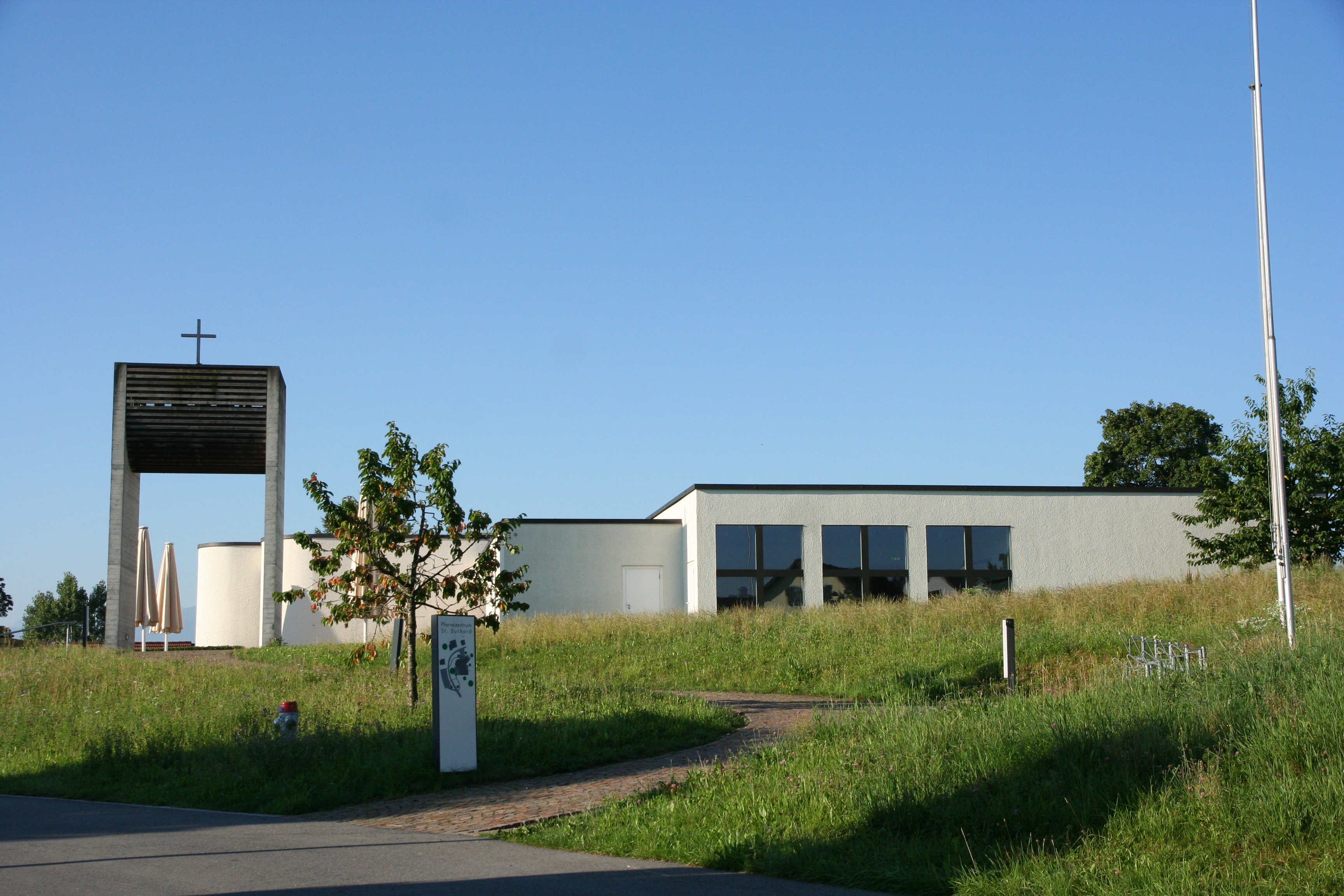
Kirche St. Burkard

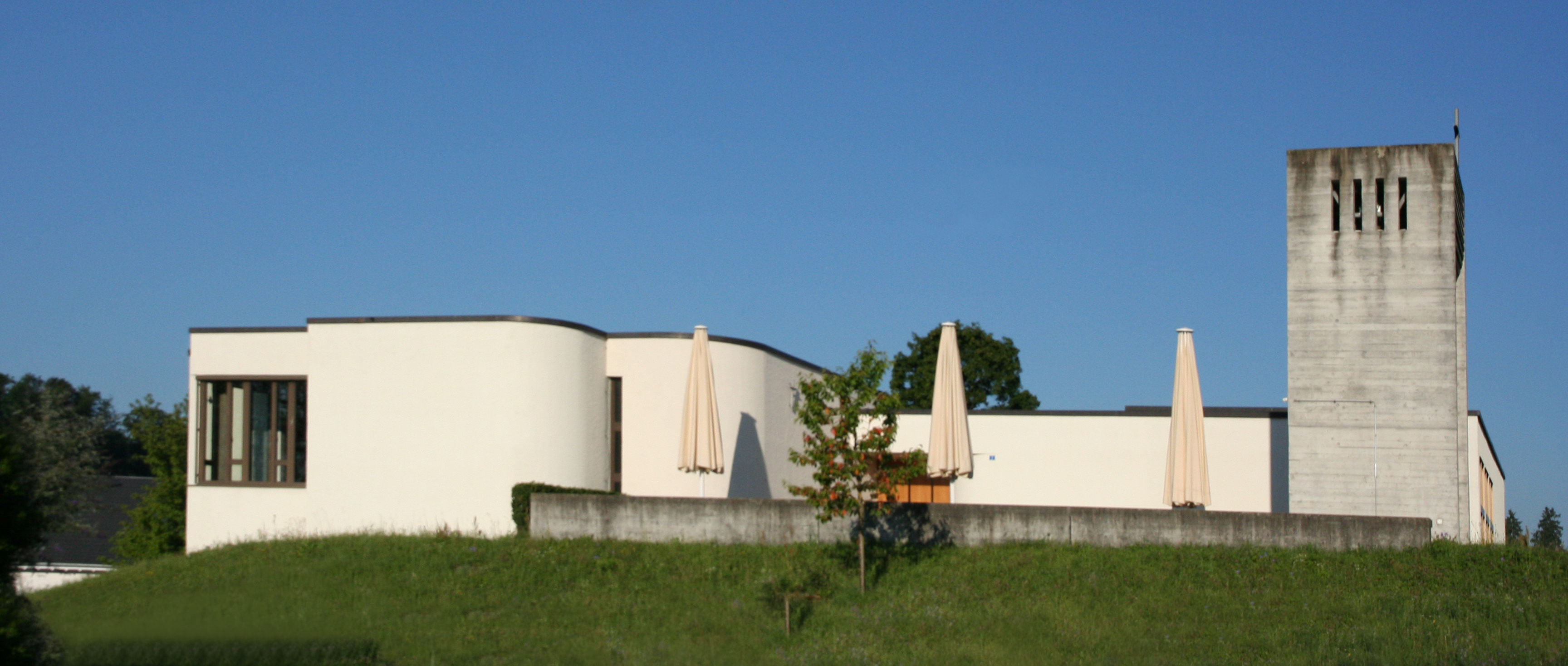
Ansicht von Nordosten

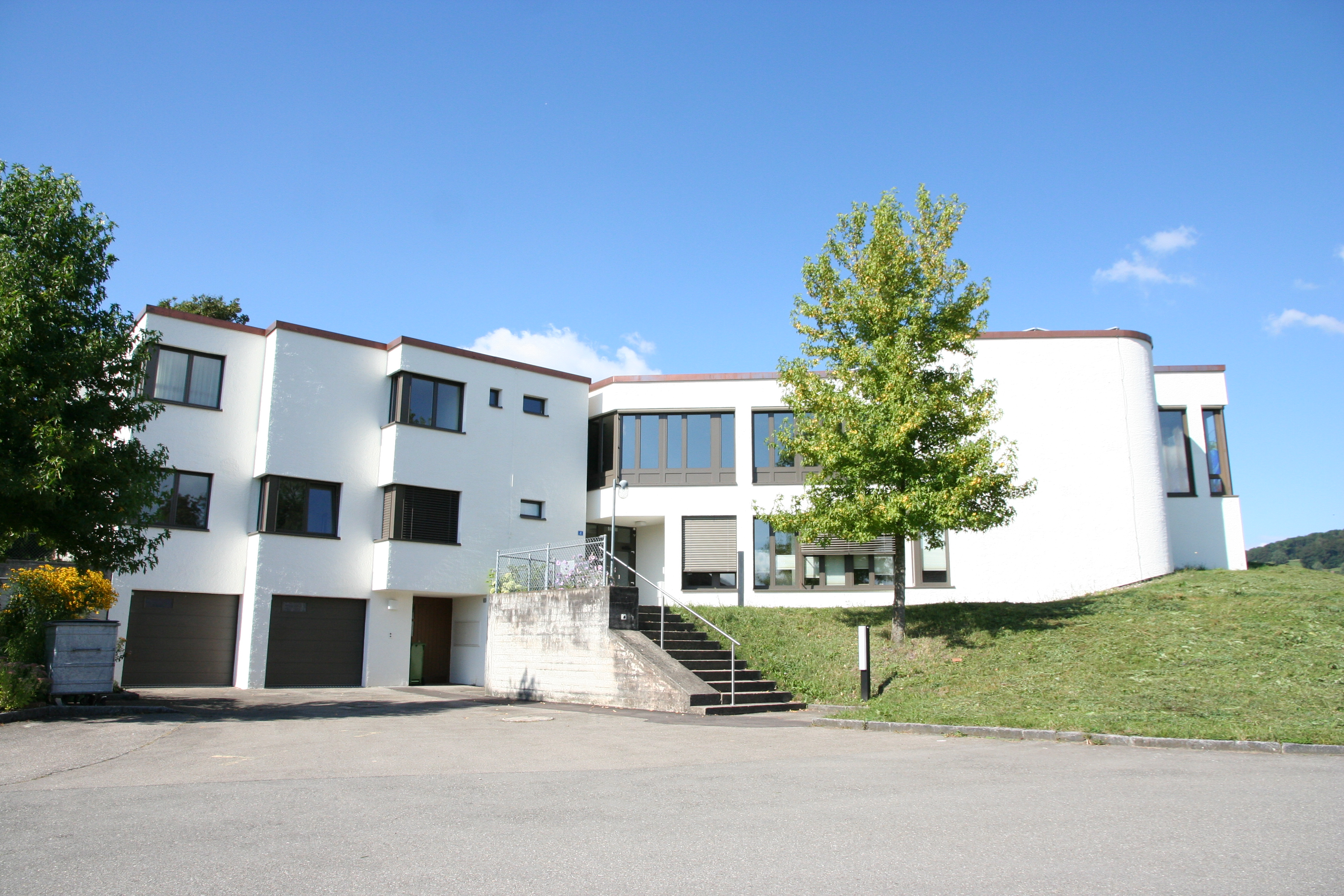
Ansicht von Süden

Die Kirche St. Burkard ist die römisch-katholische Pfarrkirche von Mettmenstetten im Kanton Zürich. Sie steht am Rüteliweg 4 im Westen des Ortskerns. Die dazugehörige Pfarrei ist zuständig für die Orte Mettmenstetten, Knonau und Maschwanden.

## Geschichte

### Vorgeschichte
Die mittelalterliche Kirche von Mettmenstetten war den hll. Peter und Paul geweiht und wurde 998 erstmals urkundlich erwähnt. Diese mittelalterliche Kirche erfuhr im Lauf der Jahrhunderte verschiedene Umbauten und Erweiterungen, so um 1000 einen Chorumbau und um 1520 eine polygonale Apsis. Nach der Reformation in Zürich ab dem Jahr 1523 war der katholische Gottesdienst in den zürcherischen Untertanengebieten verboten, weshalb die mittelalterliche Kirche fortan für reformierte Gottesdienste verwendet wurde. Erst das Toleranzedikt von 1807 erlaubte erstmals wieder den katholischen Ritus, jedoch örtlich auf die Stadt Zürich beschränkt. Die Niederlassungs- und Glaubensfreiheit der Helvetischen Republik und ab 1848 im schweizerischen Bundesstaat erlaubte den katholischen Arbeitern und ihren Familien, in den reformiert geprägten Kanton Zürich zu ziehen. Die Industrialisierung liess in der Gegend von Affoltern am Albis verschiedene Firmen entstehen, sodass die Region für Arbeiter attraktiv wurde. Im Jahr 1860 zählte der Bezirk Affoltern 322 Katholiken, 1888 schon 1013. Diese Zahlen verdeutlichen, dass der Aufbau einer katholischen Pfarrei in Affoltern a. A. für das Knonauer Amt vordringlich schien. Die Inländische Mission, welche in den reformiert geprägten Kantonen die Gründung von katholischen Pfarreien finanziell unterstützte, ermöglichte in Affoltern a. A. am 30. Mai 1887 die Eröffnung einer Missionsstation, aus der später die Pfarrei St. Josef hervorgegangen ist, für die auch Mettmenstetten und die umliegenden Orte zuständig war.

### Entstehungs- und Baugeschichte

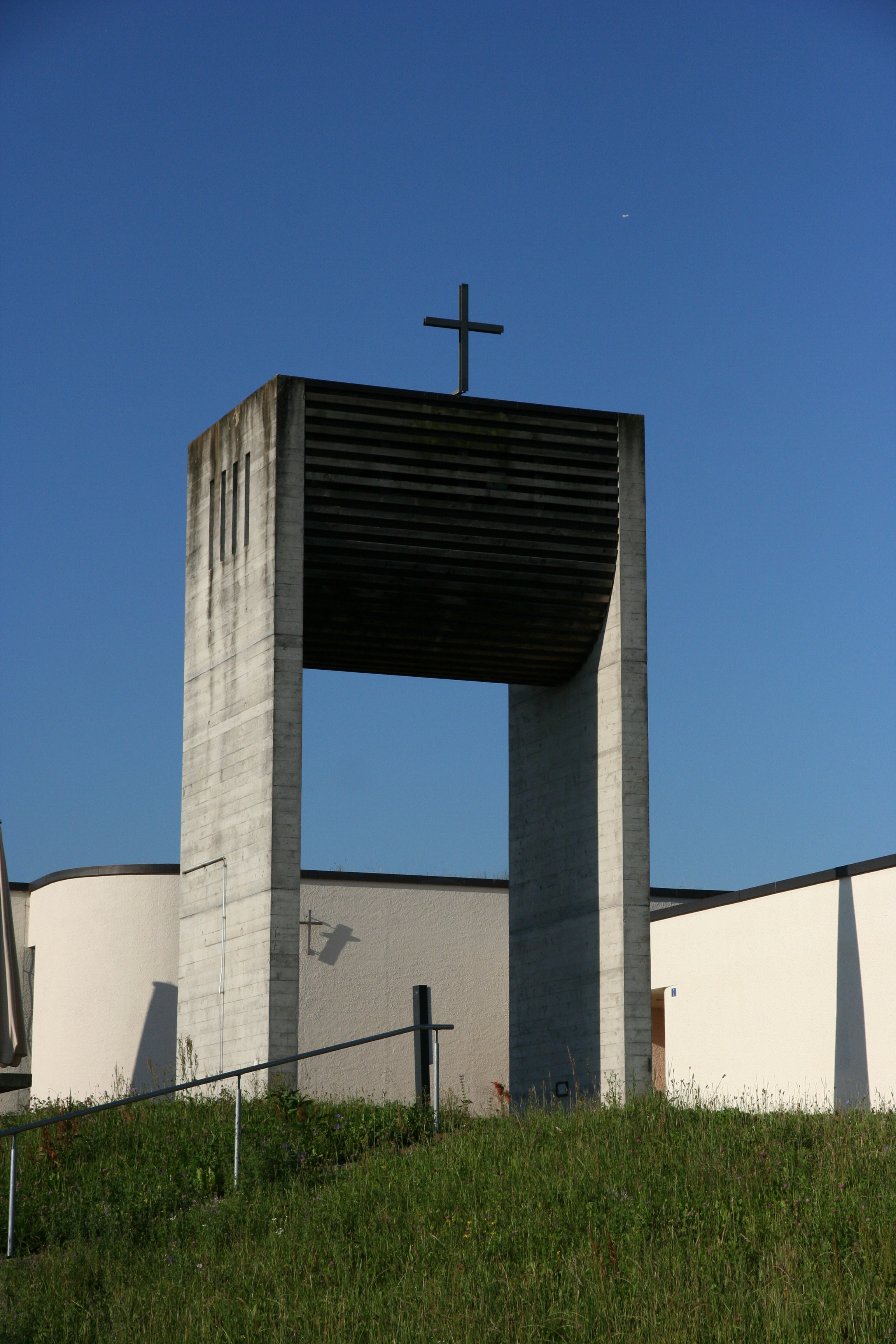
Kirchturm

Im Jahr 1931 wurde für die Gemeinden Maschwanden, Mettmenstetten und Knonau die Missionsstation Knonau errichtet. Der Sonntagsgottesdienst fand vorerst in Niederwil statt und wurde von der Pfarrei Hausen betreut. 1934 wurde der Sonntagsgottesdienst in die Sennhütte Uttenberg/Knonau verlegt. Im Dezember 1934 wurde in Mettmenstetten der Baugrund Im Rüteli für den Bau der späteren Kapelle erworben. Mitte September 1935 wurde mit dem Bau des einfachen Kirchleins aus Militär-Barackenmaterial begonnen. Im Februar 1935 wurde Mettmenstetten zum Pfarrrektorat ernannt. Der erste Seelsorger wohnte in einer Bäckerei in Knonau und feierte die Messe jeweils werktags in einem Bauernhaus. Am 22. Dezember 1935 wurde die St.-Burkard-Kirche in Mettmenstetten eingesegnet. Der Seelsorger blieb in Knonau wohnen, bis 1939 auch das Pfarrhaus in Mettmenstetten vollendet werden konnte. Per 18. März 1941 wurde Mettmenstetten zur Pfarrei erhoben. Im Jahr 1961 wurde ein Glockenturm für drei Glocken mittels Spenden gebaut. Zunächst wurden zwei Glocken, eine kleine und eine mittlere, montiert. Im Jahr 1962 folgte die dritte und grösste Glocke (525 kg). In den Jahren 1967–1968 wurde die heutige Kirche St. Burkard in Mettmenstetten errichtet. Am 29. Oktober 1967 fand die Grundsteinlegung durch Generalvikar Alfred Teobaldi statt. Am 29. September 1968 wurde die neue Kirche durch Teobaldi eingeweiht. Am 13. Oktober 1968 wurde der Glockenturm mitsamt den Glocken gezügelt. Im Jahr 2000 folgte der Anbau der Kirche durch ein neues Pfarreizentrum. Am 23. Juni 2000 fand der erste Spatenstich zum Bau statt. Am 7. Mai 2001 wurden die drei Glocken vom alten Turm demontiert, der anschliessend abgebrochen wurde. Am 19. Mai 2001 fand der Glockenaufzug in den neuen Turm samt Einweihung der neuen Glocke durch Weihbischof Peter Henrici statt; die neue Glocke ersetzte eine der drei alten. Am 23. Juni 2001 wurde das neue Pfarreizentrum eingeweiht. Im Jahr 2016 wurde das Innere der Kirche renoviert und am 22. Mai 2016 neu eingesegnet.
Die Pfarrei St. Burkard bildet zusammen mit der Pfarrei Herz Jesu (Hausen am Albis) die Kirchgemeinde Hausen-Mettmenstetten. Diese ist mit ihren 3'720 Mitgliedern (Stand 2021) eine der mittelgrossen katholischen Kirchgemeinden des Kantons Zürich.

## Baubeschreibung

### Kirchturm und Äusseres
Die Kirche St. Burkard befindet sich am Rüteliweg auf leicht ansteigendem Gelände im Westen des Ortskerns von Mettmenstetten. Die Kirche aus dem Jahr 1968 und der Erweiterungsbau des Pfarreizentrums aus dem Jahr 2001 fügen sich harmonisch ineinander. Der Glockenturm birgt ein dreistimmiges Geläut, welches von der Glockengiesserei H. Rüetschi, Aarau, in den Jahren 1961 und 1962 gegossen wurde. Die drei Glocken erklingen in der Tonfolge a, cis, e. Unter dem Turm hindurch gelangt man zum Eingang des Pfarreizentrums.

### Innenraum und künstlerische Ausstattung
Von einem Foyer, das das Pfarreizentrum und die Kirche miteinander verbindet, gelangt der Besucher in das Innere der Kirche. Beim Eingang befindet sich ein Relief des Kirchenpatrons, des hl. Burkard. Der eigentliche Kirchenraum ist vom Eingangsbereich her um drei Stufen tiefer gesetzt und gruppiert die Besucher auf Stühlen in Reihen vor dem Altarbereich. Der polygonale Kirchenraum besitzt einen Fussboden aus Beton, verputzte und weiss gestrichene Wände sowie eine mit Holz verkleidete Decke. Im Jahr 2016 wurde im Rahmen der Kirchenrenovation der Altar auf die östliche Seite des Raumes versetzt, sodass der Besucher beim Betreten der Kirche auf diesen zuläuft. Der Altar ist wie der Ambo und der Tabernakel aus Holz geschaffen und besitzt auf der Tischplatte Intarsien. Das Taufbecken befindet sich links neben dem Altarbezirk, der Tabernakel ist rechts neben dem Altar angebracht. Taufstein und Tabernakel besitzen einen Sockel aus Beton. Hinter dem Altar an der Chorwand befindet sich ein Kruzifix. Um den sakralen Charakter des Kirchenraums zu unterstützen, erhielt die Kirche im Jahr 2016 ein Glasfenster des Künstlers Fritz J. Dold. Das Fenster (Elemente der Natur) wurde in verschiedenen Farbtönen und abstrakten Formen gestaltet. Fritz J. Dold schreibt zu seinem Glasfenster: Blau hat einen Bezug zu Wasser und Himmel, gelb symbolisiert die Sonne und die kurvigen Linien widerspiegeln das Leben.

### Orgel

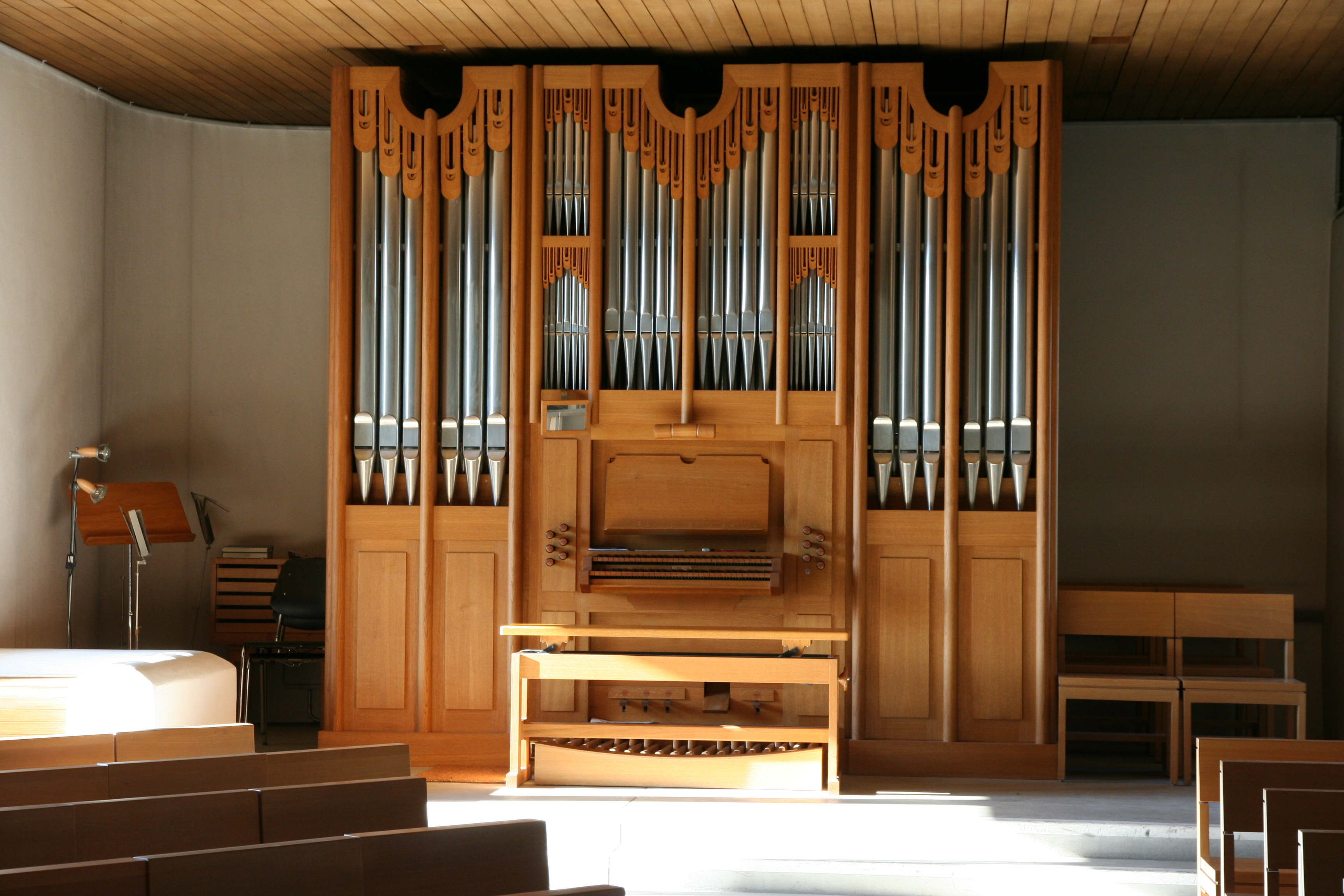
Späth-Orgel von 1996

Im Jahr 1996 erhielt die Kirche ihre erste Orgel. Es handelt sich um ein Instrument von Späth Orgelbau. Es ist ein mechanisches Instrument mit 12 Registern sowie 2 Vorabzügen auf zwei Manualen samt Pedal.
| I Hauptwerk C–g3      |                |
| Prinzipal             | 8′             |
| Spitzflöte            | 8′             |
| Oktave                | 4′             |
| Flöte                 | 4′             |
| Sesquialter           | 2 ⁄3′ + 1 3⁄5′ |
| Quinte (als Vorabzug) | 2 ⁄3′          |
| Oktave (als Vorabzug) | 2′             |
| Mixtur III            | 2′             |

| II Schwellwerk C–g3 |    |
| Gedackt             | 8′ |
| Rohrflöte           | 4′ |
| Waldflöte           | 2′ |
| Oboe                | 8′ |

| Pedal C–f1 |     |
| Subbass    | 16′ |
| Flötbass   | 8′  |

- Koppeln: II/I, I/P, II/P
- Kanaltremulant